# Zwaangans
De zwaangans (Anser cygnoides) is een vogel uit de familie van de eendachtigen (Anatidae). De wetenschappelijke naam van de soort werd in 1758 als Anas cygnoides gepubliceerd door Carl Linnaeus.

## Kenmerken
Het verenkleed van deze 90 cm grote gans is overwegend grijsbruin met lichte strepen. De onderzijde van de kop en de voorzijde van de hals hebben een lichte kleur, terwijl de bovenzijde van de kop en de achterzijde van de hals chocoladebruin zijn. De onderstaartveren zijn wit. De poten zijn oranje. De grote snavel is zwart.

## Leefwijze
Zwaanganzen eten vooral grassen en andere planten.

## Relatie tot de mens
Zwaanganzen werden vanaf circa 1500 voor Christus voor het eerst gedomesticeerd in China. Er is een aantal rassen ontstaan, waaronder de Chinese knobbelgans en de Afrikaanse knobbelgans. Kruisingen van deze gedomesticeerde zwaanganzen en de grauwe gans worden veel gehouden als "tamme gans" of "boerengans".

## Verspreiding
De zwaangans broedt in Mongolië, zuidoostelijk Rusland en noordoostelijk China in laaggelegen moerasgebieden. Overwinteren doen ze in het zuidoosten van China.

## Beschermingsstatus
De totale populatie is in 2023 geschat op 36-44 duizend volwassen vogels. Aangenomen wordt dat de populatie fors is afgenomen door habitatverlies. Op de Rode Lijst van de IUCN heeft de soort de status 'bedreigd'.

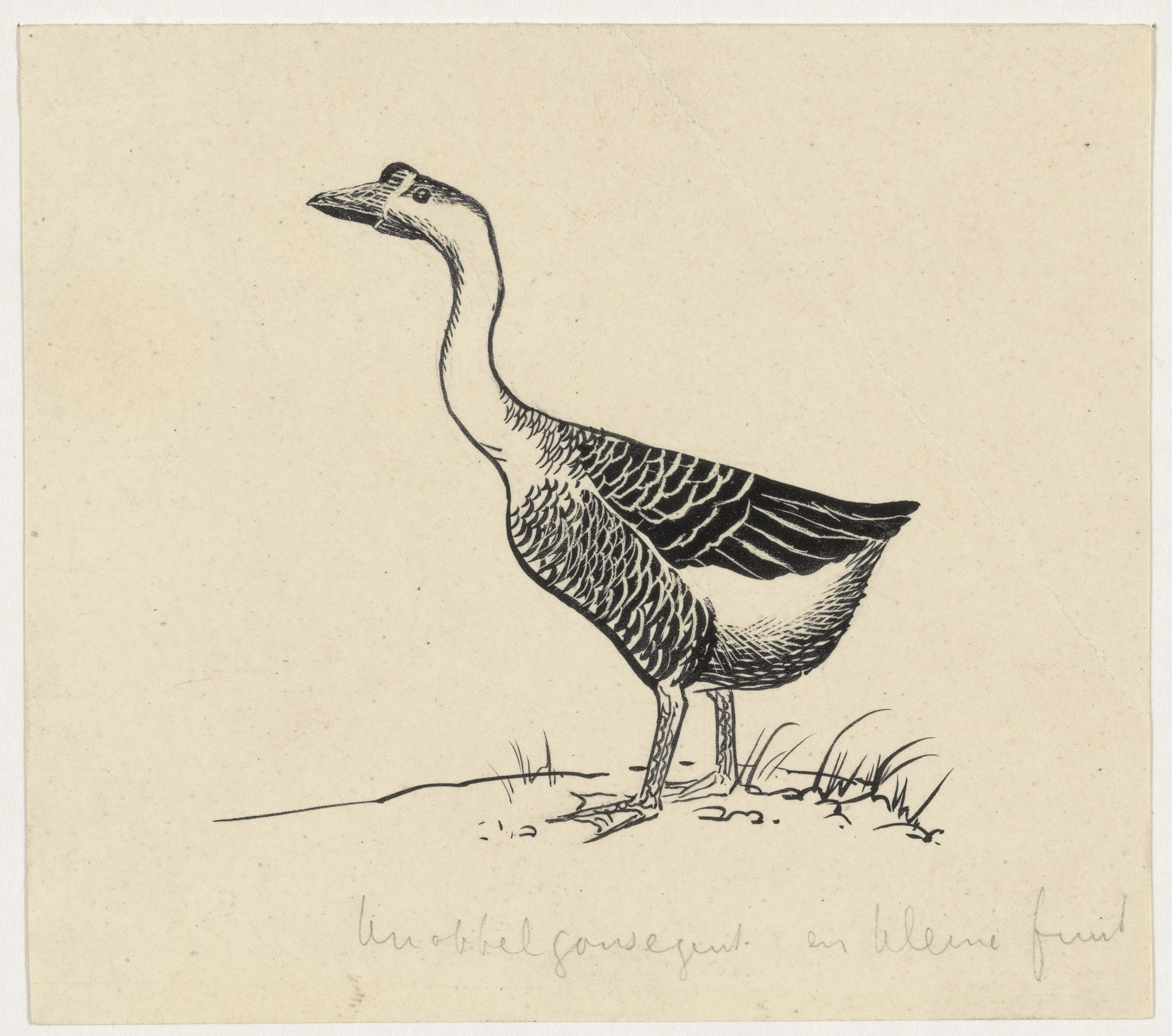
Knobbelgans, tekening door Henri Verstijnen